# Smile (canção de Lily Allen)
"Smile" é o primeiro single/compacto da cantora britânica Lily Allen, do seu álbum de estreia Alright, Still. A canção foi escrita por Allen, Iyola Babalola e Darren Lewis - esses dois últimos são a dupla que produziu a faixa, como Future Cut. 

## Sobre a música
Allen anunciou em seu blog no MySpace que o primeiro single oficial seria "Smile", do seu álbum intitulado Alright, Still. A faixa foi enviada para o rádio algumas semanas depois, e foi adicionada para as listas de reprodução imediatamente. O videoclipe estreou no começo de Junho de 2006, em todos os principais canais no Reino Unido. Allen também apareceu na capa do The Observer Music Monthly, bem como se apresentou em vários programas de tv, como Top of The Pops.
"Smile" foi lançada no iTunes britânico no dia 26 de junho de 2006, um pouco antes do lançamento do CD físico no dia 3 de julho. Durante a maioria do tempo na primeira semana, foi número 1 no quadro do iTunes, antes de entrar na posição 13 no UK Singles Chart. O single físico foi lançado com duas B-sides, incluindo Cheryl Tweedy, uma faixa que gerou publicidade (Allen diz que queria parecer Cheryl Tweedy, da banda Girls Aloud). O single cresceu e chegou a primeira posição no Reino Unido em 9 de julho, sendo vendidas 39.501 cópias nessa semana. Ela ficou duas semanas como número um vendendo ainda mais 35.228 cópias, caindo para a quarta posição em sua quarta semana (a semana no qual o álbum foi lançado). O single terminou 2006 como o décimo-primeiro single mais vendido. Seu pico foi a posição 49 nos Estados Unidos, devido às vendas digitais. A canção também foi regravada para participar da trilha sonora de The Sims 2 As Quatro Estações.

## Videoclipe
O videoclipe, dirigido pela consagrada diretora Sophie Muller, mostra uma Allen vingativa que após uma traição, contrata pessoas para bater no ex, coloca laxante na bebida dele e manda quebrarem todo o seu apartamento.
"Smile" apareceu em Thrillville: Off the Rails.

## Desempenho nas paradas
| Paradas                                | Melhor posição |
| -------------------------------------- | -------------- |
| ARIA Singles Chart                     | 14             |
| Austria Singles Chart                  | 39             |
| Belgium Singles Chart                  | 27             |
| Dutch Top 40                           | 10             |
| France Singles Chart                   | 16             |
| Germany Singles Chart                  | 61             |
| Ireland Singles Chart                  | 6              |
| Italian Singles Chart                  | 23             |
| New Zealand Singles Chart              | 6              |
| Poland Singles Chart                   | 1              |
| Sweden Singles Chart                   | 38             |
| Switzerland Singles Chart              | 21             |
| UK Singles Chart                       | 1              |
| Chile top 100 singles                  | 49             |
| U.S. Billboard Hot 100                 | 49             |
| U.S. Billboard Pop 100                 | 43             |
| U.S. Billboard Hot Adult Top 40 Tracks | 20             |